# Skoura Lhadra
Skoura Lhadra (franska: Skoura Lhadra (CR), Skoura Lhadra (Commune Rurale), arabiska: صخور الرحامنة) är en kommun i Marocko.   Den ligger i provinsen Rehamna och regionen Marrakech-Safi, 190 km söder om huvudstaden Rabat. Antalet invånare är 8 942.